# Biscoitos (Praia da Vitória)
Biscoitos es una freguesia portuguesa perteneciente al municipio de Praia da Vitória, situado en la Isla Terceira, Región Autónoma de Azores. Posee un área de 26,30 km² y una población total de 1 425 habitantes (2001). La densidad poblacional asciende a 54,2 hab/km². Se encuentra a una latitud de 38°47' N y una longitud 27°15' O. La freguesia se encuentra a 172 m s. n. m.
- Datos: Q616959
- Multimedia: Biscoitos (Praia da Vitória) / Q616959

1. ↑  Worldpostalcodes.org,código postal n.º 9760-051.